# АББА СК
АББА СК (тур. ABBA Spor Kulübü) — хоккейный клуб из города Анкара. Основан в 2005 году. Выступает в Турецкой хоккейной суперлиге. Домашние матчи проводит на арене Палас Д'Анкара. Помимо основного вида спорта — хоккея с шайбой — клуб также специализируется на фигурном катании и катании на роликовых коньках.

## История
Спортивный клуб АББА был основан в 2005 году под названием «Кизил Каплан». Во второй половине того же года клуб был переименован в «Бюз Капланлари» в связи со сменой руководства команды. В 2007 году, помимо хоккейной секции, появились отделы фигурного катания и катания на роликовых коньках. В сезоне 2006/07 команда выступала во второй по силе лиге Турции. В следующем году АББА одержала победу в первой лиге, завоевав себе путёвку в высшую лигу. Сезон 2008/09 — первый для клуба в главной лиге Турции.